# Zygogramma piceicollis
Zygogramma piceicollis är en skalbaggsart som först beskrevs av Carl Stål 1859.  Zygogramma piceicollis ingår i släktet Zygogramma och familjen bladbaggar. Det är osäkert om arten förekommer i Sverige. Inga underarter finns listade i Catalogue of Life.